# Pro-israeliska lobbyn i USA

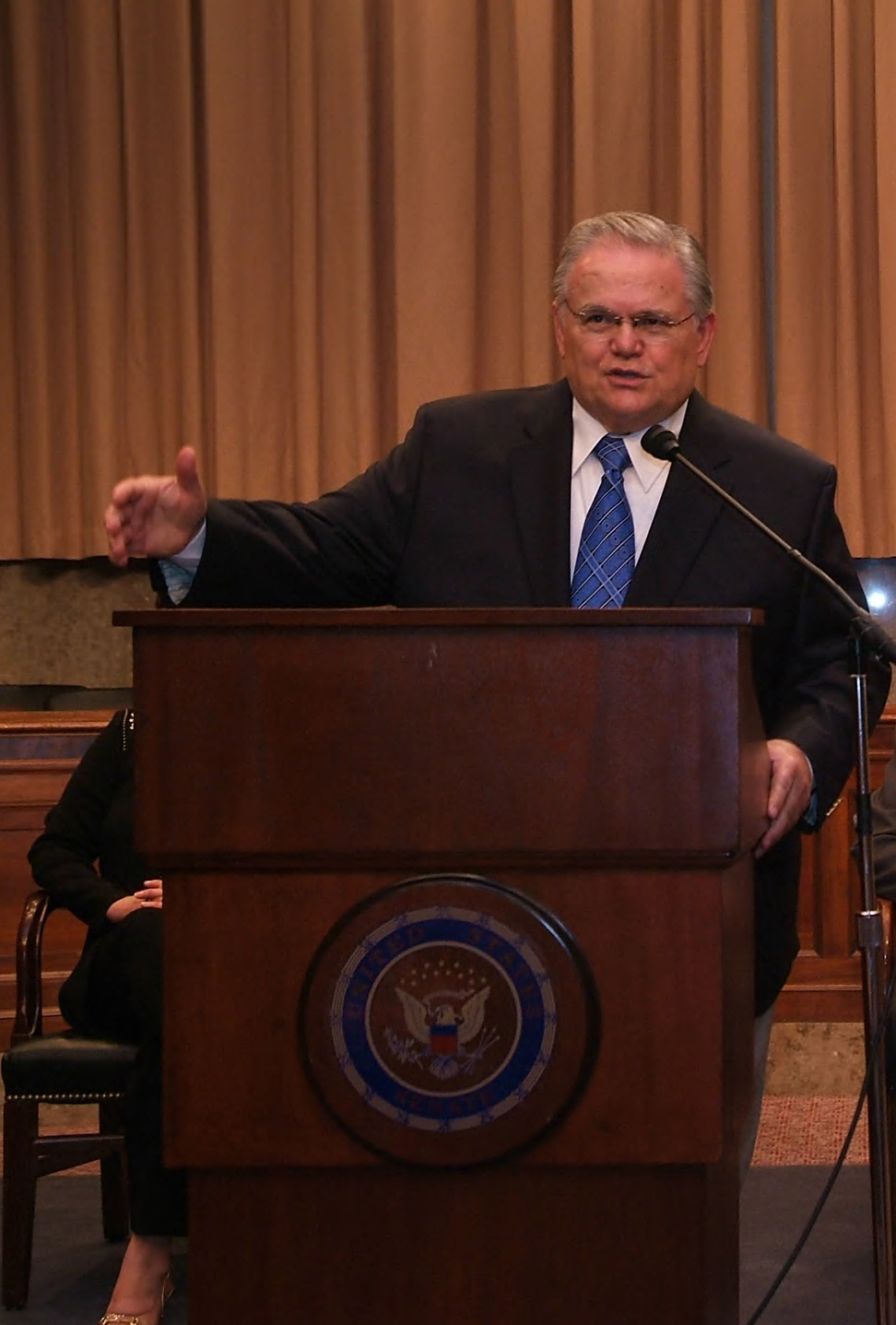
Pastor John Hagee, grundare av Christians United for Israel, 2007.

Pro-israeliska lobbyn i USA (stundom även kallad den sionistiska lobbyn eller Israel-lobbyn) är en koalition av individer, nätverk och organisationer som genom lobbying försöker påverka USA:s utrikespolitik i en Israelvänlig riktning, eller i en riktning i linje med policys som är centrala för Israels regering. Lobbyingen, som ofta beskrivs som stark och inflytelserik, består av amerikanska judar och dess nätverk och organisationer, men även av förespråkare för kristen sionism och mer sekulärt orienterade personer. Den största pro-israeliska lobbygruppen i USA är Christians United for Israel. American Israel Public Affairs Committee (AIPAC), som för gemensam talan för ett flertal amerikanska judiska organisationer räknas också som en mycket tung och central lobbyaktör
Granskningsnämnden fällde formuleringen ”Den judiska lobbyn i USA är oerhört stark”, vilken gavs av SVT:s text-tv 2018 som förklaring till flytten av USA:s ambassad till Jerusalem. Det hjälpte inte att SVT snabbt hade ändrat formuleringen till ”pro-israelisk lobby", de fälldes ändå för osaklighet. Anmälaren menade att formuleringen var antisemitisk då den kollektivt höll judar ansvariga för Israels politik.